# 艾氏管鼻蝠
艾氏管鼻蝠（学名：Murina eleryi），一种分布于越南、老挝及中国南方等地区的蝙蝠，隶属于蝙蝠科管鼻蝠属。

## 形态特征
艾氏管鼻蝠前臂长26.3～31.3毫米，颅全长14.2～15.3毫米。背毛毛基黑褐色，毛中为苍白的灰黄色，向上逐渐变为红铜色，整个背部呈棕色杂有金黄色毛。腹毛毛基黑色，毛尖灰白色。脸颊和口鼻部混合灰白色短毛和白色长毛。